# ВЕС Скробі-Сандс
ВЕС Скробі-Сандс (англ. Scroby Sands Wind Farm) — британська офшорна вітроелектростанція у Північному морі біля узбережжя Англії, одна з перших офшорних ВЕС в країні.
Місце для розміщення станції обрали у Північному морі на відстані 2,5 км від Грейт-Ярмут у графстві Норфолк. Тут у 2003 році самопідйомне судно Sea Jack спорудило фундаменти майбутніх вітроагрегатів, заглибивши палі на 30 метрів під морське дно. Після цього спеціалізоване судно Sea Energy провело доставку та монтаж 24 вітрових турбін, тоді як ще 6 агрегатів змонтувало в районі з найменшими глибинами судно Excalibur. Видачу продукції Scroby Sands, яка розпочала роботу в 2004 році, організували через три головні кабелі, що працюють під напругою 33 кВ. 
Турбіни розміщені в районі з глибинами моря біля 10 метрів, при цьому місцева піщана банка відрізняється рухливістю (до 3 метрів на день). На баштах висотою 60 метрів встановили вітроагрегати данської компанії Vestas типу V80/2000 з одиничною потужністю 2 МВт та діаметром ротора 80 метрів.
У 2008 році стався інцидент із виходом з ладу одного головного експортного кабелю, проте два інші дозволили до завершення ремонту постачати 95 % виробленої продукції.
В період 2006—2007 років виробник турбін згідно гарантійних зобов'язань замінив генератори та коробки передач усіх турбін ВЕС Scroby Sands. А коли у 2014 році виникла потреба в заміні коробок передач трьох вітроагрегатів вже по завершенні гарантійного терміну, власник станції E.ON звернувся до компанії DBB Jack-Up, яка провела ці роботи за допомогою самопідйомної установки Wind.